# Géographie linguistique de la Gironde
Cet article traite des langues vernaculaires du département de la Gironde. 
Aujourd'hui, le français, langue officielle nationale, est parlé par l'ensemble de la population. Utilisé par les élites depuis le Moyen Âge, il s'est imposé avec l'unification linguistique de la France promue par la IIIe République. Il est désormais la langue de communication de l'ensemble de la population girondine. Néanmoins les langues vernaculaires ont laissé leur empreinte sur la toponymie mais aussi sur les habitudes langagières des girondins (cf. le bordeluche).
La Gironde est située à la limite du domaine linguistique occitan et de la langue d'oil. 
La majeure partie du département se situe dans l'aire gasconne alors qu’une frange nord du département, de Blaye à Coutras, est de culture historique saintongeaise.

## Carte linguistique de la Gironde
Plus précisément, on distingue les langues traditionnelles suivantes :
- domaine occitan :
  - le gascon, parlé sur la plus grande partie du territoire : Bazadais, Haute Lande Girondine, Pays de Buch, Médoc, Bordelais, Entre-deux-Mers ;
  - le languedocien, plus marginalement, sur une frange limitrophe avec le département de la Dordogne, à l'est de Castillon-la-Bataille et au nord-est de l'Entre-deux-Mers ;
  - enfin le limousin, à Puynormand.

- domaine des langues d'oil :
  - le poitevin-saintongeais dans sa variante saintongeaise[1], est parlé dans trois territoires plus petits :
    - dans une frange au nord-est du département qu'on appelle le Pays Gabay ou la Grande Gavacherie. Elle comprend Blaye, Guîtres et Coutras ;
    - jusqu'au milieu du XXe siècle, dans une enclave en domaine gascon qu'on appelait la Petite Gavacherie ou Gavacherie de Monségur, constituée d'une quinzaine de communes autour du bourg de Monségur, dans l'Entre-deux-Mers et la vallée du Dropt ;
    - au XIXe siècle, au bout de la pointe de Grave, dans deux hameaux de la commune du Verdon[2] où s'était établie une colonie saintongeaise.

## Saintongeais
Le saintongeais est une forme de poitevin parlé dans la région de Saintes et plus généralement dans le sud de la Charente-Maritime et la bordure nord de la Gironde.
On relève que cette région était historiquement occitane comme en témoignent les nombreux toponymes en -ac : Chartuzac, Corignac, etc. C'était aussi la langue dans laquelle s'exprimait Guillaume IX de Poitiers. Mais la guerre de Cent Ans y a favorisé l'avancée de la culture poitevine au détriment des parlers locaux.
La frontière linguistique passe au nord ou à l'est des communes suivantes : Villeneuve, Gauriac, Comps, Saint-Trojan, Samonac, Lansac, Tauriac, Saint-Laurent-d'Arce, Peujard, Aubie-et-Espessas, Salignac, Mouillac, Vérac, Villegouge, Saillans, Libourne, Pomerol, Saint-Émilion, Saint-Christophe-des-Bardes, Puisseguin, Monbadon, Tayac, Saint-Cibard, Saint-Genès-de-Castillon, Gardegan-et-Tourtirac, Les Salles-de-Castillon, Belvès-de-Castillon, Castillon-la-Bataille, Saint-Étienne-de-Lisse, Mouliets-et-Villemartin, Flaujagues, Juillac, Pessac-sur-Dordogne, Saint-Avit-de-Soulège, Gensac, Massugas, Saint-Laurent-de-Servolles et Landerrouat.
On rappelle l’existence de deux anciennes enclaves saintongeaises en domaine gascon, l'une autour de Monségur et l'autre au Verdon.

## Gascon
Le gascon comme l'occitan central n'a jamais été une langue normalisée et diffusée par un pouvoir politique. Elle n'en reste pas moins une entité linguistique clairement caractérisable et disposant d'un certain nombre de variantes dialectales, notamment en Gironde.
Le gascon appartient aux parlers occitans et donc aux langues gallo-romanes.
Comme en français ou en occitan :
- le -s- intervocalique se vocalise en /z/ ;
- le ū long latin se prononce ü (/y/).

Comme dans les autres parlers occitans :
- le ō et le ŭ latin (o fermé gallo-roman) deviennent /u/ (écrit o en occitan, ou en français) alors que, libres, ils se diphtonguent en français : oc calor /kaˈlu/, fr. chaleur ; oc crotz /krut͡s/, fr. croix /kʁwa/.

Mais le gascon se différencie par des comportements phonologiques très spécifiques, hérités des langues antérieures à la romanisation, constitutives du substrat aquitanique :
- le -ll- latin évolue en -r- ([ɾ]) en position intervocalique et en palatale -th ([t], [c͡ç] ou [t͡ɕ]) en position finale : languedocien castèl, gascon castèth, français château ;
- le f latin évolue en h plus systématiquement qu'en castillan[n 2] : français fille, oc filha, gascon hilha, castillan hija ;
- le v est prononcé b (ou -/β/-) comme en basque ou en castillan : oc votz se prononce en gascon /but͡s/, fr. voix ;

ce son évolue localement en -w- en intervocalique, souvent en Gironde comme dans les Landes, le Gers ou les Hautes-Pyrénées.
Il existe d'autres caractéristiques spécifiques du domaine aquitanique comme l'élision du n intervocalique (luna → lua), l'évolution landa → lana ou encore le rejet, comme en basque, du r initial transformé en arr-, mais la Gironde est située au nord du domaine linguistique gascon et présente un gascon de transition où ces dernières spécificités commencent à s'effacer.

### Gascon girondin

Isoglosses du gascon.

Le gascon girondin se caractérise notamment par la terminaison -èir (-ey, du latin -ariu-) : heurèir (héourey) au lieu de heurèr (héourè) 'février'… Ceci explique l'abondance des toponymes en -ey dans la région : paloumey 'palombière', ardilley 'argilière', etc. On note aussi la non-diphtongation du -ŏ- en -ue- (fr. feu : oc fòc, gasc. huec → huc en Gironde ; ueu → uu / eu 'œuf'), l'emploi du partitif (dau pan / de pan = du pain), l’apparition de -g- au contact ou à la place de -[w]- intervocalique : anarèi → angrèi j’irai, aver > auger (qu’augi / agi = que j’aie), avelana > auglana etc.
La carte des isoglosses montre clairement en Gironde une apparition graduelle du nord au sud des caractéristiques du gascon :
- les plus fondamentales (traitement du -ll- et du f, groupe -mb- devenant -m- : camba → cama jambe) incluent clairement la Gironde dans le domaine gascon ;
- un autre groupe d'isoglosses distingue le sud de la Gironde (pays de Buch, Grande-Lande et Bazadais) où apparaissent les attaques en arr- (arriu castillan río fr. ruisseau) ;

le passage de gw- à g- (par ex. guardar / gardar) intervient au nord d'un axe coupant les Graves et le bassin ;

- enfin d'autres isoglosses, comme le que énonciatif (que soi je suis), marquent la transition entre Gironde et Landes.

Suivant un axe sud-est - nord-ouest, on observe que :
1. certains o (prétérit et imparfait du subjonctif des verbes en -er) évoluent en u en dehors du Bazadais et de la Grande-Lande : dishot → dishut 'il dit', que dishossi → que dishussi 'qu'il dît' … ;
2. le -d- intervocalique se prononce dans la partie ouest de la Gironde alors qu'il évolue en -s- dans l'est (incluant Saint-Symphorien, Sauternes et Saint-Brice) :
latin video → vedi à l'ouest / vesi à l'est.
3. l'ouest girondin incluant Bordeaux, le Médoc et le pays de Buch, va plus loin avec une évolution de -c- en -d- : le latin aucellu- 'oiseau' y donne audèth au lieu d'ausèth en gascon standard.

On observe une graduation du sud et au nord du Médoc selon les traits suivants :
- au sud du Médoc passent deux isoglosses voisines :
  - l'une passant par Lège-Cap-Ferret, au sud de Bordeaux, Créon, Saint-Brice, La Réole sert de limite nord à la zone présentant un subjonctif des 3 conjugaisons en -i- ;
  - l'autre passant cette fois au sud de Saint-Brice, de Créon, de Bordeaux et au nord de Lacanau distingue les imparfaits en -èva (au sud) et en -ava (au nord) ;
- dans le nord du Médoc, à partir d'une ligne Hourtin - Saint-Sauveur - Saint-Estèphe, le phonème /j/ est réalisé sous la forme [dʑ], un comportement qui évoque le limousin et pourrait être dû à d'anciens liens avec la rive opposée de l'estuaire[n 5].

On peut ainsi distinguer les variantes suivantes (qui ne remettent pas en cause l'intercompréhension) :
- au sud :
  - le bazadais (sud-est) et le garonnais, qui incluent respectivement les régions de Casteljaloux et de Marmande  ;
  - la « parlar negue » (i.e. « parler dur ») de la Grande-Lande (incluant au nord Saint-Symphorien, le Barp et rejoignant le littoral landais) où l'on parle le gascon maritime, caractérisé par la prononciation labialisée du é (comme eu en français) ;
  - le testerin du pays de Buch (bassin d'Arcachon).

- au nord :
  - le parler de l'Entre-deux-Mers et le libournais-fronsadais (dit gascon pishadeir) ;
  - le bordelais de la Lande bordelaise avec le médoquin de Castelnau ;
  - le bas-médoquin de Lesparre.

| trait                           | Bazadais                                    | Grande-Lande St-Symphorien       | Pays de Buch Biganos             | Pessac                                 | Bordelais    | Médoc central Castelnau         | Nord-Médoc St-Izans    | Entre-deux-mers Grézillac            |
| ------------------------------- | ------------------------------------------- | -------------------------------- | -------------------------------- | -------------------------------------- | ------------ | ------------------------------- | ---------------------- | ------------------------------------ |
| f femme feuille fenêtre fromage | h (fimèla) hulhas frièsta hromatge/hormatge | h hemna hulhas frenèsta hromatge | h hemna hulhas frinèsta hormatge | h / f (femme) hulhas finèstra fromatge | h / f hulhas | h hema hulhas hinèstra hromatge | h hema helhas hromatge | f / h fama hulhas fernèstra fromatge |
| j, tg                           | -[ʒ]-, [c]/[ɟ]                              | -[ʒ]-, [ɟ]                       | -[ʒ]-, [ɟ]                       | -[ʒ]-, [t͡ʃ]                            | -[ʒ]-, [t͡ʃ]  | -[ʒ]-, [dʒ]                     | -[j]-, [dʑ]            | -[ʒ]-, [dʒ]                          |
| -v-                             | -w-                                         | -w-                              | -w-                              | -β-                                    | -β-          | -w-                             | -β-                    | -β-                                  |
| subjonctif                      | i                                           | i                                | i / e                            | e                                      | e            | e                               |                        | e                                    |
| imparfait                       | -èva                                        | -èva                             | -èva                             | -èva                                   | -ava         | -ava                            | -ava                   | -ava                                 |
| -c-                             | -s-                                         | -s-                              | -d-                              | -d-                                    | -d-          | -d-                             | -d-                    | -s-                                  |
| -d-                             | -s-                                         | -s-                              | -d-                              | -d-                                    | -d-          | -d-                             | -d-                    | -s-                                  |
| r-                              | arr-                                        | arr-                             | r-                               | r-                                     | r-           | r-                              | r-                     | r-                                   |
| -nd-                            | -n- lana                                    | -n- lana                         | -nd- landa                       | -nd- landa                             | -nd- landa   | -nd- landa                      | -nd- landa             | -nd- landa                           |
| -n-                             | - lua /lywə/                                | - lua /lywə/                     | -n- luna                         | -n- luna                               | -n- luna     | -n- luna                        | -n- luna               | -n- luna                             |
| ue uei dishot                   | huc nèit dissot                             | huc nuit dishot                  | huc nuit dishut                  | huc nuit dishut                        | huc dishut   | huc neit dishut                 | huc neit dishut        | huc nuit dishut                      |
| -é-                             | [e]                                         | [ø]/[œ]/[ə]                      | [e]                              | [e]                                    | [e]          | [e]                             | [e]                    | [e]                                  |
| que énonciatif                  | -                                           | que                              | -                                | -                                      | -            | -                               | -                      | -                                    |

Exemples :
Bordelais : Lo dròlle li fedèva/hadèva beure la harina/farina avant qu'i angusse (Lou drolle li fédèbe/adèbe béwre la harine/farine abann qu'i angusse) ;
Pays de Buch : Lo dròlle li hadè búver la harina avant qu'i angussi (Lou drolle li hadè buwe la harine awann qu'i angussi) ;
Bazadais : Lo dròlle li hasèva béver la haria avant qu'i angossi (Lou drolle li hasèwe béwe la hariye awann qu'i angoussi).